# Semo Port Railroad
Die Semo Port Railroad (AAR-Reporting Mark:SE) ist eine US-amerikanische Rangier-Eisenbahngesellschaft in Missouri. Sitz des Unternehmens ist Scott City. Durch die im Besitz der „Southeast Missouri Regional Port Authority“ (Semo Port) befindlichen Bahn werden über eine 12,9 km lange Strecke mehrere Industriegebiete sowie der neu errichtete Hafen Semo Port ans Bahnnetz angeschlossen. 
Die Gesellschaft entstand am 28. Oktober 1994, als von der Missouri Pacific Railroad die Strecke zwischen Rush Junction und Capadeau Junction (Cap Girardeau Branch) gekauft wurde. An diesen beiden Punkten bestehen Übergabepunkte zur BNSF Railway (Rush Jct.) und zur Union Pacific Railroad (Capadeau Jct.). 1995 wurde durch eine 1,6 km lange Erweiterung der Hafen am Mississippi River angebunden.
Die Gesellschaft verfügt über eine Lok EMD GP7L, die von der US Army gekauft wurde, sowie drei von Motive Rail Inc. angemietete EMD GP10. Die Semo Port Railroad selber verfügt über kein eigenes Personal. Am Anfang erfolgte der Betrieb durch die Respondek Railroad. Seit dem 27. August 1998 durch die Motive Rail Inc.